# 芦田村 (兵庫県)
芦田村（あしだむら）は、兵庫県氷上郡にあった村。現在の丹波市青垣町の南東部にあたる。

## 地理
- 河川：加古川、芦田川、遠阪川、奥塩久谷川

## 歴史
- 1889年（明治22年）4月1日 - 町村制の施行により、田井縄村・東芦田村・栗住野村・西芦田村・口塩久村の区域をもって発足。
- 1955年（昭和30年）4月1日 - 佐治町・神楽村・遠阪村と合併して青垣町が発足。同日芦田村廃止。

## 交通

### 道路
現在は旧村域に北近畿豊岡自動車道の青垣インターチェンジが所在するが、当時は未開通。